# 黑金毛鼻鯰
黑金毛鼻鯰，為輻鰭魚綱鯰形目毛鼻鯰科的其中一種，為熱帶淡水魚，分布於南美洲巴西淡水流域，棲息深度0-2公尺，體長可達7.3公分，棲息在底層水域，生活習性不明。

## 扩展阅读
維基物種上的相關：黑金毛鼻鯰